# Benjamin Spock
Benjamin McLane Spock, född 2 maj 1903 i New Haven, Connecticut, död 15 mars 1998 i La Jolla, Kalifornien, var en amerikansk barnläkare, som med sin bok The Common Sense Book of Baby and Child Care (1946) gjorde en banbrytande insats i barnuppfostran. Boken är en av världens största bästsäljare genom tiderna.

## Biografi
Benjamin Spock tog examen i medicin 1929 vid Columbia University, och fokuserade på psykiatri, pediatrik, och psykoanalys. 1933 öppnade han en barnklinik i New York, där han gjorde sig känd för att låta läkarkallet råda över ekonomiska intressen. Under 1930-talet fick han i uppdrag att författa handböcker för föräldrar, vilka han dikterade för sin hustru Jane.
1946 utkom hans The Common Sense Book of Baby and Child Care efter att han funnit att de böcker som fanns i ämnet var för auktoritära och kärlekslösa i sin syn på fostran. Boken blev omedelbart en stor framgång och blev Benjamin Spocks internationella genombrott.
Under 1960-talet blev Spock politiskt aktiv, engagerade sig i nedrustningsfrågor, och protesterade mot Vietnamkriget. 1968 dömdes han till två års fängelse för uppvigling. Det var inte enda gången hans aktivism skulle leda till kontakter med rättvisan. Han ställde upp i presidentvalet 1972 för det socialistiska People's Party under parollen att legalisera marijuana, abort, införa fri sjukvård, och dra tillbaka amerikanska trupper från utlandet. Han skulle senare av sina kritiker sägas varit mannen som skapade den amerikanska hippiegenerationen.
1924 tog han OS-guld i rodd.

## Teorier om fostran
Spock brukar ges äran för att ha introducerat den fria uppfostran med sitt verk The Common Sense Book of Baby and Child Care, men han var också tydligt påverkad av behaviorismen, såsom den utvecklats av barnpsykologen Arnold L. Gesell. Grundtankarna i boken kan sammanfattas som att barnen själva visste vad de behövde, varför det inte var adekvat att till exempel ge dem mat vid fasta tider. Även för modern var det bäst att vara "naturlig" och inte fyllas av ånger, men att följa barnens behov som de uttryckte. Faderns roll i uppfostran glömdes dock bort.
1974 hade The Common Sense Book of Baby and Child Care översatts till 26 språk och sålt i 24 miljoner exemplar. Samma år skulle dock Spock förklara att han tvivlade på idéerna som boken uttryckte.
Boken reviderades ständigt, till Spocks död. I senare upplagor förordar han adoption för homosexuella, vegetarianism för barn, och uttalar sig negativt om datorspel.

## Böcker på svenska
- Sunt förnuft i barnavård och barnuppfostran: från födelsen till brytningsåren (The common sense book of baby and child care) (översättning Ann Bouleau, Natur och kultur, 1950). 4., omarb. uppl. 1959; 10., helt omarb. uppl. 1980 med titeln Fråga Doktor Spock om ditt barn; 11. uppl. 1987 med titeln Sköt om ditt barn!
- Riktig mat för barn (Feeding your baby and child) (tillsammans med Miriam Lowenberg) (översättning Eva Håkanson, Natur och kultur, 1959)
- Samtal med mödrar: dr Spock ger råd om uppfostringsproblem (Dr. Spock talks with mothers) (översättning Roland Adlerberth, Natur och kultur, 1962)
- Föräldraproblem (Problems of parents) (översättning Elsie och Håkan Tollet, Natur och kultur, 1963)
- Det handikappade barnet: vård och behandling av fysiskt eller mentalt handikappade barn (Caring for your disabled child) (tillsammans med Marion O. Lerrigo) (översättning Olle Moberg, Natur och kultur, 1966)
- Varför USA måste bort från Vietnam (Dr. Spock on Vietnam) (tillsammans med Mitchell Zimmerman) (översättning Lena Fries-Gedin, Natur och kultur, 1968)
- Tonår och kärlek: dr Spock diskuterar sex och samlevnad (A teenager's guide to life and love) (översättning Karin Bengtsson, Natur och kultur, 1971)